# Maciej Zajder
Maciej Zajder est un joueur polonais de volley-ball né le 31 janvier 1988 à Łask (voïvodie de Łódź). Il mesure 2,02 m et joue central. Il est international polonais.

## Clubs
| Club                | De        | À         |
| ------------------- | --------- | --------- |
| Siatkarz Wieluń     | 2009-2010 | 2010-2011 |
| AZS Pol. Warszawska | 2011-2012 | 2012-2013 |
| Trefl Gdańsk        | 2013-2014 | ...       |

## Palmarès
- Challenge Cup
  - Finaliste : 2012